# Club Baloncesto Estudiantes 1991-1992
Questa voce raccoglie le informazioni riguardanti il Club Baloncesto Estudiantes nelle competizioni ufficiali della stagione 1991-1992.

## Stagione
La stagione 1991-1992 del Club Baloncesto Estudiantes è la 36ª nel massimo campionato spagnolo di pallacanestro, la Liga ACB.

## Roster
Aggiornato al 30 novembre 2021.
| Estudinates Caja Postal 1991-92 | Estudinates Caja Postal 1991-92 |
| Giocatori                       | Staff tecnico                   |
| ------------------------------- | ------------------------------- |

| N. | Naz.                   | Ruolo | Nome                 | Anno | Alt.   | Peso   |  |
| -- | ---------------------- | ----- | -------------------- | ---- | ------ | ------ |  |
| 4  | Spagna (bandiera)      | P     | Pablo Martínez       | 1971 | 181 cm |        |  |
| 5  | Spagna (bandiera)      | G     | Juan Aísa            | 1971 | 194 cm |        |  |
| 6  | Spagna (bandiera)      | P     | Enrique Ruiz         | 1969 |        |        |  |
| 7  | Spagna (bandiera)      | C     | Juan Antonio Orenga  | 1966 | 206 cm | 98 kg  |  |
| 8  | Spagna (bandiera)      | AG    | Juan Antonio Aguilar | 1971 | 199 cm |        |  |
| 9  | Stati Uniti (bandiera) | AC    | Rickie Winslow       | 1964 | 203 cm | 102 kg |  |
| 10 | Spagna (bandiera)      | C     | Alfonso Reyes        | 1971 | 202 cm | 110 kg |  |
| 11 | Spagna (bandiera)      | AP    | Alberto Herreros     | 1969 | 200 cm | 96 kg  |  |
| 12 | Stati Uniti (bandiera) | AC    | John Pinone          | 1961 | 203 cm | 104 kg |  |
| 13 | Spagna (bandiera)      | P     | Nacho Azofra         | 1969 | 185 cm | 83 kg  |  |
| 14 | Spagna (bandiera)      | C     | Pedro Rodríguez (C)  | 1964 | 202 cm |        |  |
| 15 | Spagna (bandiera)      | G     | Álex Escudero        | 1974 | 192 cm |        |  |
| 15 | Spagna (bandiera)      | P     | Gonzalo Martínez     | 1974 | 176 cm |        |  |
| -  | Spagna (bandiera)      | C     | Pablo Rodríguez      | 1972 | 206 cm |        |  |
| -  | Spagna (bandiera)      | A     | Daniel Lago          | 1972 | 198 cm |        |  |
| -  | Spagna (bandiera)      | AG    | César Rioja          | 1973 | 201 cm |        |  |

| Allenatore                                                            |
| - Miguel Ángel Martín                                                 |
| Assistente/i                                                          |
| - Pepu Hernández Legenda - (C) Capitano - (IN) Inattivo - Infortunato |

## Mercato

### Sessione estiva
| Acquisti | Acquisti  | Acquisti    | Acquisti   | Acquisti |
| R.a      | Nome      | da          | Modalità   |          |
| -------- | --------- | ----------- | ---------- | -------- |
| G        | Juan Aísa | Real Madrid | definitivo |          |

| Cessioni | Cessioni            | Cessioni                | Cessioni       | Cessioni |
| R.       | Nome                | a                       | Modalità       |          |
| -------- | ------------------- | ----------------------- | -------------- | -------- |
| C        | César Arranz        | Peñas Huesca            | fine contratto |          |
| G        | Carlos Montes       | Siviglia                | fine contratto |          |
| P        | José Miguel Antúnez | Real Madrid             | fine contratto |          |
| C        | Angel Castiblanque  | Alvin Community College | fine contratto |          |

### Dopo l'inizio della stagione
| Acquisti | Acquisti     | Acquisti   | Acquisti     | Acquisti   |
| R.       | Nome         | da         | Data         | Modalità   |
| -------- | ------------ | ---------- | ------------ | ---------- |
| P        | Enrique Ruiz | Free agent | ottobre 1991 | definitivo |

| Cessioni | Cessioni     | Cessioni | Cessioni         | Cessioni    |
| R.       | Nome         | a        | Data             | Modalità    |
| -------- | ------------ | -------- | ---------------- | ----------- |
| P        | Enrique Ruiz | Llíria   | 31 dicembre 1991 | rescissione |